# エスペランス岬

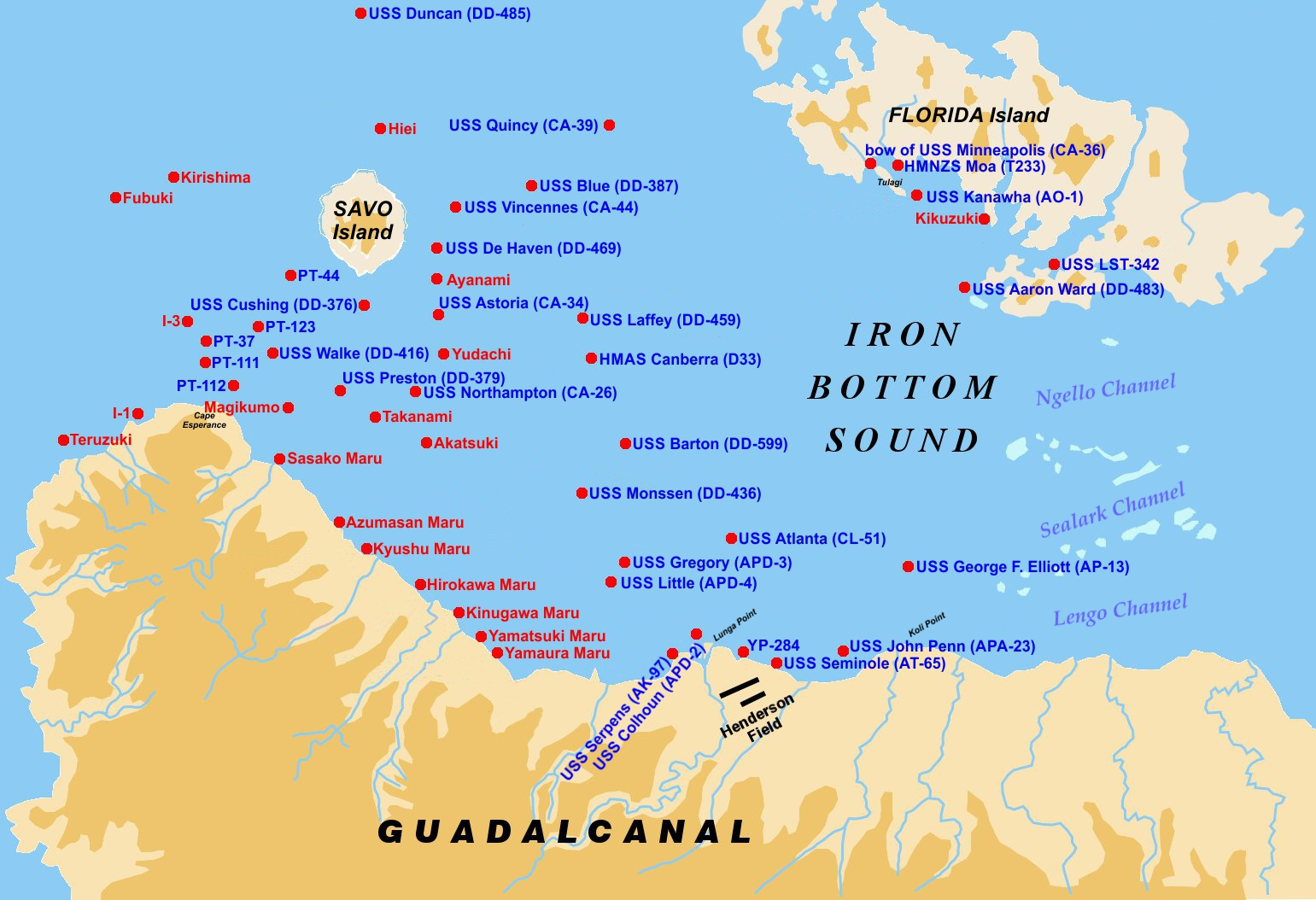
ガダルカナル島の北西部に「Cape Esperance」の表記が見える。赤い丸はアイアンボトム・サウンドに沈んだ艦船の位置を示している。

エスペランス岬（エスペランスみさき、英語: Cape Esperance）は、ソロモン諸島・ガダルカナル島北西部の岬。行政上は同国のガダルカナル州に属する。

## ガダルカナル島の戦い
ガダルカナル島の戦いでは度々日本軍の揚陸地点となった。
1942年10月11日夜、岬の北西沖でサボ島沖海戦（アメリカ側名称：Battle of Cape Esperance＝エスペランス岬沖海戦）が行われた。その2日後の13日夜、ヘンダーソン基地艦砲射撃に向かう挺身攻撃隊（指揮官：第三戦隊司令官栗田健男中将、旗艦：戦艦金剛）のため、海軍陸戦隊が目印として篝火を焚いた。
1943年2月初旬にガ島作戦の最終局面で決行された「ケ号作戦」では日本軍将兵の撤退地点となった。

## 参考
- Cook, Charles O. (1992). The Battle of Cape Esperance: Encounter at Guadalcanal (Reissue ed.). Naval Institute Press. ISBN 1-55750-126-2
- リチャード・B・フランク (2003). Guadalcanal: The Definitive Account of the Landmark Battle. Penguin Group. ISBN 0-14-016561-4

座標: 南緯9度15分 東経159度42分 / 南緯9.250度 東経159.700度